# 81 Terpsihora
81 Terpsihora (mednarodno ime 81 Terpsichore, starogrško starogrško Τερψιχόρη: Terpsihóre) je velik in zelo temen asteroid tipa C v glavnem asteroidnem pasu. 

## Odkritje
Asteroid je odkril Ernst Wilhelm Leberecht Tempel (1821 – 1889) 30. septembra 1864.. Asteroid je poimenovan po Terpsihori, muzi plesa iz grške mitologije.

## Lastnosti
Asteroid Terpsihora obkroži Sonce v 4,82 letih. Njegova tirnica ima izsrednost 0,211, nagnjena pa je za 7,809° proti ekliptiki. Njegov premer je 78,4 km, okrog svoje osi pa se zavrti v 11,02 urah .